# Trimontium
Trimontium je název římské pevnosti ve vesnici Newstead, nedaleko města Melrose, ve správní oblasti Skotska Scottish Borders. Leží v blízkosti tří kopců Eildon Hills (odtud název trium montium, tj. "trojice hor", z latinského "tres" "tři" a "mons" "hora, skála, balvan").
Svého času to byla předsunutá vojenská základna Římanů v římské provincii Valentia. Jde o nejdůležitější římský vojenský komplex mezi Hadriánovým valem a Antoninovým valem; v 2. století našeho letopočtu střežil strategický přechod přes řeku Tweed.
O existenci pevnosti se zmínil Klaudios Ptolemaios ve svém Návodu ke geografii. V Trimontiu Římané pobývali s přestávkami od roku 80 do roku 211. Pevnost pravděpodobně opouštěli přibližně od roku 100–105 do 140. V pevnosti žilo v době jejího největšího využití maximálně 1500 vojáků plus menší počet civilních obyvatel.

## Popis pevnosti

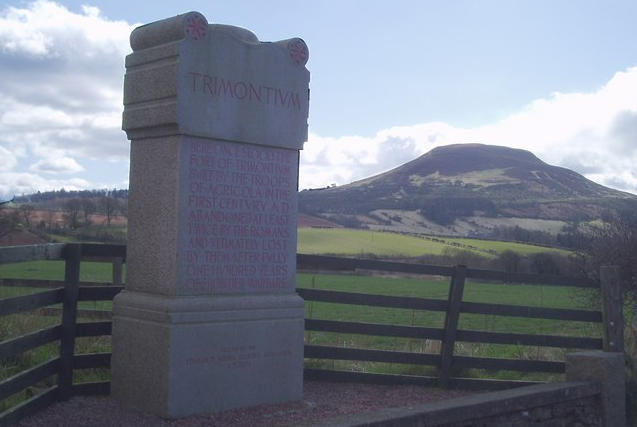
Památník označující místo, kde se Trimontium nacházelo

Pevnost byla postavena jako standardní římská pevnost. Její bezpečí zajišťovaly tři obranné linie. V centru stála pevnost s hliněnými valy; postavili ji v 1. století. Druhou linii tvořila série čtyř příkopů vyhloubených v druhé polovině 2. století. Další sérii hradeb a příkopů postavili později na západní straně.

### Lázně, amfiteátr, silnice
Kromě standardních římských obranných linií a pevnosti, v jejímž vybavení nechybí římské lázně a mansio postavené během velké expanze v roce 86, Římané vybudovali i další stavby. K nejvýznamnějším patří amfiteátr, který byl odkryt v roce 1996. Do hlediště se vešlo 1000 až 2000 diváků; měl tedy kapacitu o něco menší než řada obdobných římsko-britských amfiteátrů.
Hlavní silnice spojující pevnost s okolím vedla přímo na západ. Při pevnosti běžela další silnice, a to směrem sever-jih.

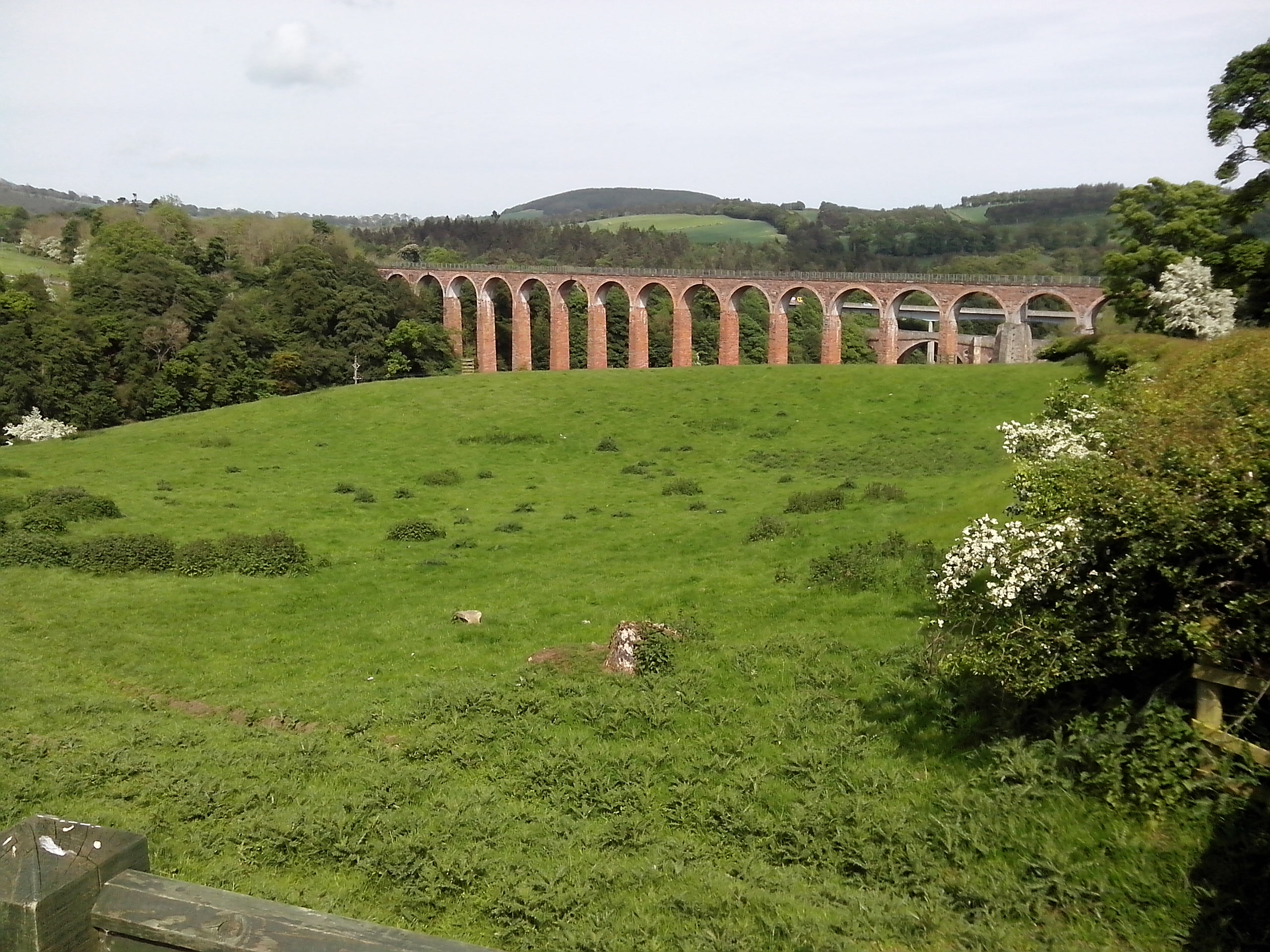
Amfiteátr v Trimontiu a viktoriánský viadukt

## Výzkum lokality
Poprvé toto území zkoumal James Curle v období mezi únorem 1905 a zářím 1910, přičemž se mu podařilo vykopat celou řadu předmětů.

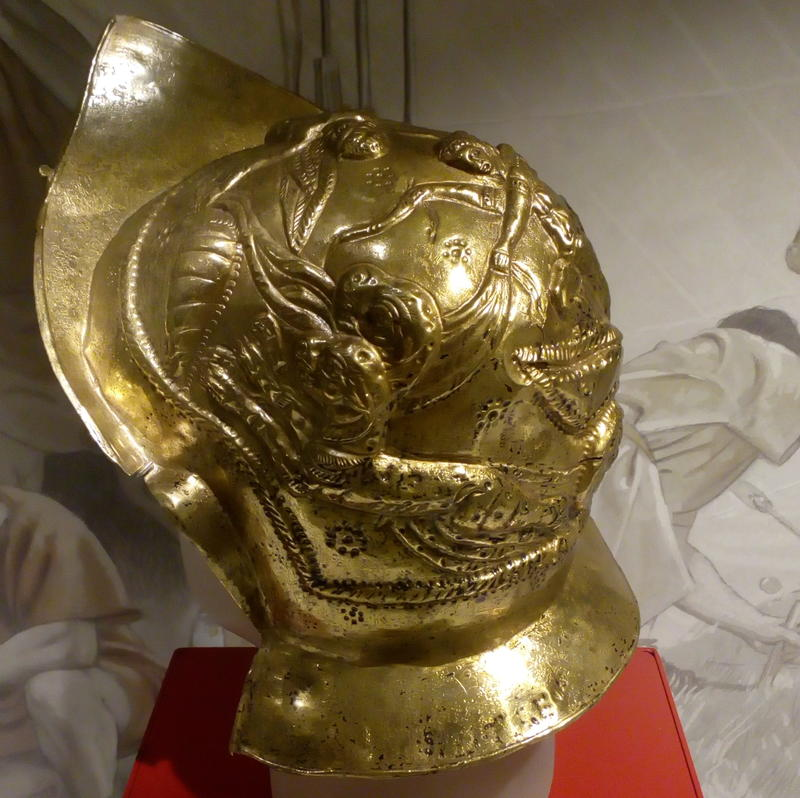
Newsteadská přilba

Mimo jiné byly odhaleny základy hned několika po sobě následujících pevností, položených jedna na druhé, která vrhají světlo na charakter této římské vojenské základny. Z nálezů vznikla jedinečná sbírka římského brnění, včetně zdobených jezdeckých (nebo „sportovních“) přileb (tzv. newsteadská přilba), koňských postrojů i částí brnění, které chránily hlavu koní. Dále přišel znovu na světlo značný počet římských mincí a pozůstatků hrnčířských výrobků, které se dají časově zařadit.
Velmi pozoruhodné nálezy názorně ukazují historii římské armády a vývoj římské vojenské okupace jižního Skotska. Jednotka jízdy umístěná v Trimontiu, ala Augustae Vocontiorum, se skládala z mužů z kmene Vocontiů z jižní Galie.

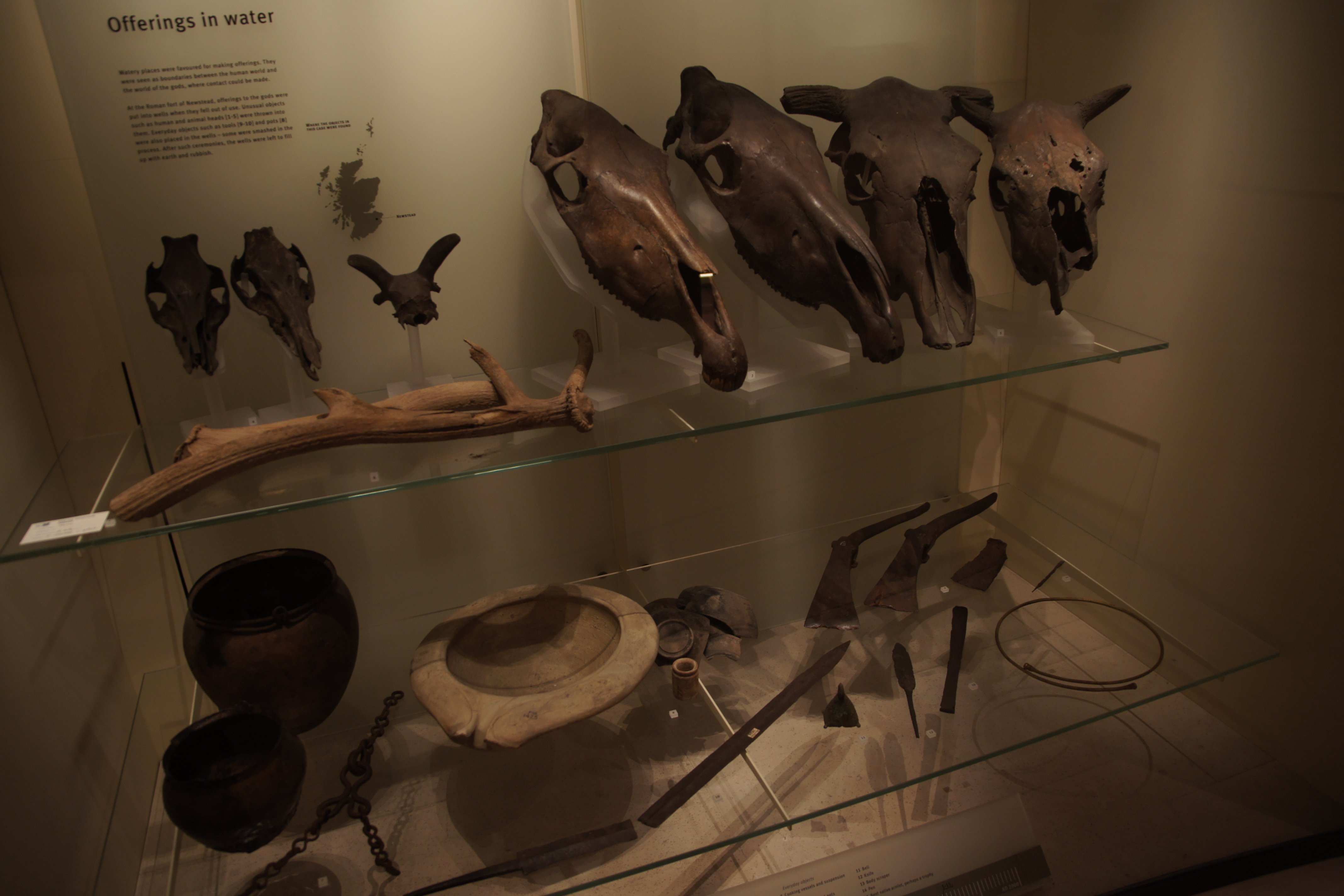
Římské votivní obětiny (hlavy zvířat, nástroje a hrnce) nalezené v Newsteadu

Další příkopy byly odhaleny v roce 1947, což umožnilo lépe poznat, jak byla zajištěna obrana centrální pevnosti. Mezi lety 1989 a 1993 uskutečnil výzkumný projekt Newstead s podporou oddělení archeologických věd na Bradfordské univerzitě. Bedfordská univerzita provedla další výzkum včetně geofyzikálního v roce 1996; zaměřili se na západní přístavby za centrální pevností.

## Muzea
Mnoho nálezů z Trimontia je vystaveno v Národním muzeu Skotska v ulici Chambers Street v Edinburghu.
Dlouholetou tradici také má muzeum historického a kulturního dědictví ve Skotsku Trimontium Museum of Roman Scotland provozované společností Trimontium Trust ve vesnici Melrose. Soustředí se na římskou pevnost v Newsteadu; vznik muzea vyvolalo ohrožení pevnosti záměrem postavit kolem Melrose obchvat; v roce 1988 byl založen Trust, aby zlepšoval povědomí o této lokalitě, a byla shromážděna částka 30 000 liber na vytvoření trvalé expozice.
V ní lze vidět artefakty z vykopávek ze začátku 20. století, včetně nástrojů, které používali vojáci při výstavbě pevnosti a které přesto vypadají velmi moderně. Kovářská dílna a kuchyň ukazují, jak se v pevnosti žilo před 2000 lety. Pro lepší představu o životě Římanů v jižním Skotsku jsou vystaveny mapy, plány a modely. K nejobdivovanějším exponátům patřilo 228 stříbrných mincí z nálezu v Synton Hillu poblíž Ashkirku. Mince z 1. a 2. století zobrazují nejen 11 římských císařů od Vespasiána po Comoda, ale i jejich manželky a děti.

## V beletrii
V historickém románu Rosemary Sutcliffové Orel Deváté legie postavy Marcus a Esca při hledání ztraceného orla Deváté legie cestují přes provincii Valentia, v pevnosti stráví noc a při té příležitosti je zdejší pevnost popsána.